# Iberischer Pokal
Der Iberische Pokal – Copa Ibérica de fútbol auf Spanisch, beziehungsweise Taça Ibérica auf Portugiesisch – war ein Pokalwettbewerb für Vereinsmannschaften im Fußball, der zwischen 1935 und 2005 ausgespielt wurde. Es nahmen nur Teams von der iberischen Halbinsel aus Portugal und Spanien teil. Die Teams mussten einen nationalen Titel gewonnen haben. Insgesamt fand er fünfmal statt. Am 7. Juli 1935 fand die erste Begegnung statt. Der FC Porto und Betis Sevilla waren beide nationale Meister und spielten in nur einem Spiel – inoffiziell – um die Trophäe.
48 Jahre nach dem ersten Pokal fand der zweite Wettbewerb statt, diesmal mit zwei Spielen. Benfica Lissabon und Athletic Bilbao trafen aufeinander – diesmal offiziell. 1991 trafen der portugiesische Meister Benfica und der spanische Copa-del-Rey-Gewinner Atlético de Madrid aufeinander. 2000 traf der Europapokalsieger der Landesmeister Real Madrid auf den portugiesischen Meister Sporting Lissabon – diesmal wieder in nur einem Finalspiel. Schließlich trafen sich 2005 die Pokalsieger beider Länder Vitória Setúbal und Betis Sevilla.

## Spiele
| Ausgabe              | Jahr | Sieger            | Wettbewerb *     | Resultat  | Zweiter          | Wettbewerb *     |
| -------------------- | ---- | ----------------- | ---------------- | --------- | ---------------- | ---------------- |
| Iberischer Pokal I   | 1935 | FC Porto          | Primeira Liga    | 4–2       | Betis Sevilla    | Primera División |
| Iberischer Pokal II  | 1983 | Benfica Lissabon  | Primeira Liga    | 1–2 / 3–1 | Athletic Bilbao  | Primera División |
| Iberischer Pokal III | 1991 | Atlético Madrid   | Copa del Rey     | 1–1 / 3–2 | Benfica Lissabon | Primeira Liga    |
| Halbinsel Pokal      | 2000 | Sporting Lissabon | Primeira Liga    | 2–1       | Real Madrid      | Champions League |
| Iberischer Supercup  | 2005 | Vitória Setúbal   | Taça de Portugal | 2–1       | Betis Sevilla    | Copa del Rey     |

- * Die Wettbewerbe, die sie gewonnen hatten

## Finalisten
| Club              | Gewinner | Zweiter        |
| ----------------- | -------- | -------------- |
| Benfica Lissabon  | 1 (1983) | 1 (1991)       |
| FC Porto          | 1 (1935) |                |
| Atlético Madrid   | 1 (1991) |                |
| Sporting Lissabon | 1 (2000) |                |
| Vitória Setúbal   | 1 (2005) |                |
| Betis Sevilla     |          | 2 (1935, 2005) |
| Athletic Bilbao   |          | 1 (1983)       |
| Real Madrid       |          | 1 (2000)       |